# Новый Зборышев
Новый Зборышев (укр. Новий Зборишів) — село на Украине, находится в Марьяновской поселковой общине Луцкого района Волынской области.
Код КОАТУУ — 0720881302. Население по переписи 2001 года составляет 145 человек. Почтовый индекс — 45760. Телефонный код — 3379. Занимает площадь 5,137 км².